# Лисицын, Виктор Афанасьевич
Виктор Афанасьевич Лисицын (4 ноября 1930, село Родаково, теперь Славяносербского района Луганской области — 1990 г., Луганск) — советский партийный деятель, председатель Ворошиловградского облисполкома. Депутат Верховного Совета СССР 9-11-го созывов. Кандидат в члены ЦК КПУ в 1976—1990 г.

## Биография
В 1948—1952 г. — поездной кочегар, помощник машиниста паровозного депо Родаково Ворошиловградской области.
В 1952—1955 г. — секретарь Александровского районного комитета ЛКСМУ Ворошиловградской области.
Член КПСС с 1953 года.
С 1955 — инструктор, заведующий отделом Александровского районного комитета КПУ Ворошиловградской области.
Окончил Днепропетровскую Высшую партийную школу и Луганский сельскохозяйственный институт.
В 1961—1965 г. — председатель колхоза, директор совхоза, заместитель секретаря парткома Станично-Луганского территориального производственного колхозно-совхозного управления.
В 1965—1974 г. — 1-й секретарь Кременского районного комитета КПУ Луганской области; секретарь Ворошиловградского областного комитета КПУ.
В июле 1974 — январе 1981 г. — председатель исполнительного комитета Ворошиловградского областного совета депутатов-трудящихся.
12 января 1981 — ноябрь 1985 г. — министр плодоовощного хозяйства Украинской ССР. С 11 декабря 1985 — заместитель Председателя Государственного агропромышленного комитета УССР — начальник Главного управления плодоовощного хозяйства и картофеля.

## Награды
- орден Ленина
- орден Октябрьской революции
- два ордена Трудового Красного Знамени
- орден Дружбы народов (03.11.1980)
- медали